# نوفرست
- روستای نوفِرِست(Nowferest) ، روستایی است در دهستان باقران از توابع بخش مرکزی شهرستان بیرجند، واقع در استان خراسان جنوبی که بر اساس سرشماری سال ۱۴۰۰ مرکز آمار ایران، جمعیت آن بالغ بر ۲۰۲۱ نفر بوده‌است.[۲]
- «روستای نوفرست» روستایی است در دهستان باقران در 24 کیلومتری جنوب شرقی بیرجند که در دامنه معتدل هوائی واقع است. این روستا جزو مشهورترین روستاها و بخش های استان خراسان جنوبی به شمار می رود. به گونه ای که اگر به هر یک از اهالی بالای ۱۲ سال استان بگوییم نوفرست، به خوبی آشنایی دارند اگر هم آشنایی کاملی نداشته باشند نام آن بر سر زبانهاست! مردم مسن‌تر(بالای۴۵سال) حتما چندین بار به نوفرست و مناطق زیبای اطراف آن سفر کرده اند. اغلب می گویند روستایی خوش آب و هوا و خوش و خرم می باشد.[۳]
- روستای نوفرست دارای دو قسمت دره و ده است . اسم قدیم نوفرست «درینا» بوده‌است. در حمله مغول که باکشتار مردم روستا همراه بود تقریبا روستا خالی از سکنه شد. اما در زمان لشکر کشی نادرشاه به هندوستان وقتی متوجه شد که روستایی به این آبادانی سکنه چندانی ندارد دستور داد تا ساکنینی از اطراف به این روستا مهاجرت کنند و اسم روستا به نوفرست یعنی جایی که از نو ساخته شده تغییر داد.
- تا به امروز قدیمی‌ترین آثار حضور انسان در اطراف نوفرست به صورت سنگ نگاره‌هایی بر لاخ مزار روستای کوچ واقع در حدود 5 کیلومتری جنوب نوفرست مشاهده شده‌است که بنا بر ارزیابی کارشناسان میراث فرهنگی جزو معتبرترین اسناد تاریخی مربوط به خراسان جنوبی به‌شمار می آیند . این نگاره‌ها که بر سطح صخره‌ای به رنگ سبز مایل به سیاه و به ابعاد 5*5 متر ایجاد شده اند، دوره طولانی پیش از تاریخ تا دوران متاخر اسلامی را در بر می‌گیرند.
- مجموعه نگاره‌های سنگ نگاره لاخ مزار روستای کوچ به 307 مورد می‌رسد که شامل نقوش انسان، حیوان، گیاه، علامت و نشانه، کتیبه‌های پهلوی، اشکانی، ساسانی، کتیبه‌های عربی و کتیبه‌های فارسی هستند. این سنگ نگاره‌ها نه تنها در اطراف نوفرست که در کل خراسان جنوبی(قهستان) جزو قدیمی‌ترین آثار کشف شده می‌باشند . نتیجه اینکه منطقه نوفرست به واسطه حضور روستای کوچ در مجاورت آن، جزو قدیمی‌ترین مناطق زیستی در خراسان جنوبی است. سنگ نگاره‌های موجود بر روی لاخ مزار روستای کوچ هنوز به‌طور کامل ترجمه با تفسیر نشده‌اند ولی همان کتیبه‌هایی که تا به حال تفسیر شده‌اند بر اهمیت این مکان در دورانهای مختلف علی الخصوص دوره ساسانی تأکید می ورزند.
- نوفرست دارای مناظر ، باغات پیوسته و آبشارهای بسیار زیبا می‌باشد ، آب روستا از قنات تأمین می‌شود .

- سروکهن ۱۰۰۰ساله نوفرست از نمادهای با ارزش روستا می باشد.

- شغل مردمش زراعت و باغداری وزنبورداری و قالی بافی است . محصول اصلی کشاورزی روستا علاوه بر انواع عسل بیشتر زردآلو است ولی میوه‌های دیگری همچون سیب ، گلابی ، انار ، به ، خرمالو و فندق نیز کشت می‌شود.

همچنین عناب و زرشک و زعفران مرغوب و باکیفیتی دارد.
بیشتر اهالی روستا علاوه بر کشاورزی و دامپروری به پرورش زنبور عسل مبادرت مینمایند و علاوه بر تامین عسل مورد نیاز خود آنرا در بسته بندی هایی تحت عنوان عسل نوفرست به اقصی نقاط دنیا ارسال میکنند.انواع عسل نوفرست از جایگاه ممتازی در طب سنتی برخوردار است.
- حدود 17 کیلومتری جاده بیرجند- زاهدان مسجدی است که ابتدای راه ورودی روستای نوفرست می‌باشد.ورودی روستا آرامگاهی است و کمی به سمت داخل روستا که بروید میدان اصلی و مسجد جامع را خواهید دید. راه را که پیش بگیرید به یک زیر زمینی میرسید که آبی خنک و پاک از آن عبور می‌کند.  به اینجا چرخ پایه (چوخ پَایو) می گویند.
- جاده روستا آسفالته است و در دو طرف جاده باغ‌ها زیبا و پر از میوه و زمین‌های کشاورزی هستند.
- در مسیر جاده به اردوگاه شهید بهشتی، با ظرفیت پذیرش اردوی روزانه 200 نفر و شبانه روزی 100 نفر می‌باشد . اردوگاهی 5 هکتاری که در فصول بهار و تابستان ، می‌تواند پذیرای اردوهای دانش آموزی باشد. بعد از آن، جاده خاکی می‌شود و کوه‌هایی که از میان آن آبی روان می گذرد.

## منبع
1. «: کمیته تخصصی نام نگاری و یکسان‌سازی نام‌های جغرافیایی ایران :». بایگانی‌شده از اصلی در ۲۹ اوت ۲۰۱۱. دریافت‌شده در ۱۹ ژوئیه ۲۰۱۱.
2. ↑  «پایگاه اینترنتی مرکز آمار ایران». بایگانی‌شده از اصلی در ۱۴ نوامبر ۲۰۰۹. دریافت‌شده در ۲۹ ژانویه ۲۰۰۸.
3. ↑  روزنامه آوای خراسان جنوبی،شماره۹۶۷،پاییزسال۱۴۰۰